# 拓荒者
拓荒者，本义为拓垦荒野、荒地的人，引申意为从事新领域探索或研究的人，亦稱先驅，是一种敬称或美誉。拓荒者可以指：

## 人烟稀少地区的定居者
- 定居者：指自愿或被迫迁徙到一个地区后，在迁入地长期居住且通常进行殖民的人。
  - 摩爾門手推車先驅者：一些將耶穌基督後期聖徒教會總會搬遷到猶他州鹽湖城的摩爾門教教徒。
  - 拓荒者广场

## 电影作品
- 拓荒者 (1979年电影)（英语：Heartland (film)）：由理查德·皮尔斯执导，利普·托恩、康查塔·费雷尔、巴里·普里默参加演出的一部西部剧情片。
- 拓荒者 (2019年短片)（Pioneers）：Charlotte Fassler、Dani Girdwood执导，Diana Irvine 、 Larry Poole 、 Bianca Rusu参加演出的一部恐怖电影短片。

## 杂志
- 拓荒者 (杂志)，月刊，由现代书局创刊，蒋光慈、钱杏邨主编。